# Cuervo de Sevilla
Cuervo de Sevilla är en kommun i Spanien.   Den ligger i provinsen Provincia de Sevilla och regionen Andalusien, i den sydvästra delen av landet, 400 km söder om huvudstaden Madrid. Antalet invånare är 8 677.